# Under New York
|  | Denne artikel er oprettet af botten PalnaBot ud fra en ekstern database. Den kan derfor have sproglige fejl eller mangler. Denne skabelon kan fjernes efter kontrol af indholdet. |

Under New York er en dokumentarfilm instrueret af Jacob Thuesen efter manuskript af Nikolaj Scherfig.

## Handling
Et filmhold har i 2 år fulgt to mennesker, der har deres dagligdag i New York Subway. Resultatet er et portræt af politimanden John og den hjemløse Gerry. "Mange folk spørger mig om, hvordan det er at være transit-politibetjent. Gå ind i din garage på den varmeste dag i august. Pis i hjørnet og bliv der i 8 timer", fortæller John. Han hader sit job og drømmer om at kunne leve som stand-up komiker. Gerry boede engang i Queens, men har ikke set sin familie i fem år. Nu bor han blandt de mere end 5000 hjemløse i subwaysystemet. Undergrundsbanen er åben døgnet rundt og betjener dagligt 4 millioner passagerer.